# Walking Away
Walking Away is een nummer van de Britse r&b-zanger Craig David uit 2000. Het is de derde single van zijn debuutalbum Born to Do It.
Het nummer werd vooral in Europa en Oceanië een (grote) hit. In het Verenigd Koninkrijk haalde het nummer de 3e positie, in de Nederlandse Top 40 kwam het tot nummer 7, en in de Vlaamse Ultratop 50 tot nummer 21.